# No Boundaries (antologia)
No Boundaries è un'antologia di racconti di fantascienza composti da Henry Kuttner e C. L. Moore e originariamente editi su varie riviste fra agosto 1941 e agosto 1955; fu pubblicata per la prima volta negli Stati Uniti dalla casa editrice Ballantine Books nel 1955. Fu la prima raccolta di collaborazioni ad accreditare i due scrittori come co-autori alla pari, mentre le loro precedenti antologie erano state firmate o con lo pseudonimo condiviso di Lewis Padgett (A Gnome There Was, Line to Tomorrow) o a nome del solo Kuttner (Ahead of Time).

## Contenuto della raccolta
Il volume antologizza cinque racconti lunghi, di cui quattro sono autoconclusivi e mai apparsi prima il volume, mentre il quinto, Exit the Professor, appartiene al ciclo della famiglia Hogben ed era già apparso nell'antologia A Gnome There Was (1950) la prima edizione era inoltre corredata da una postfazione biografica anonima, esclusa dalle ristampe successive.
1. Vintage Season, Astounding Science Fiction settembre 1946;
2. The Devil We Know, Unknown Fantasy Fiction agosto 1941;
3. Home There's No Returning, composto appositamente per questa antologia;
4. Exit the Professor, Thrilling Wonder Stories ottobre 1947;
5. Two-Handed Engine, The Magazine of Fantasy and Science Fiction agosto 1955.

- About the Authors

## Edizione italiana
L'antologia nel suo complesso non è mai stata tradotta in Italiano, tuttavia tre dei cinque testi sono apparsi in volumi miscellanei:
- Tempo di vendemmia (Vintage Season) in Racconti per le ore piccole (Stories for Late at Night, 1962), a cura di Alfred Hitchcock, Il Brivido e l'Avventura 6, Giangiacomo Feltrinelli Editore, 1962;
- La furia (Two-Handed Engine) in Il sorriso metallico, Fantapocket 8, Longanesi & C., 1976;
- Esce il Professore (Exit the Professor) in Le grandi storie della fantascienza 9 – 1947 (Isaac Asimov Presents The Great Science Fiction Stories 9 – 1947, 1983), a cura di Isaac Asimov e Martin H. Greenberg, SIAD Edizioni, 1984.